# Stephan Vuckovic
Stephan Vuckovic (Reutlingen, 22 giugno 1972) è un triatleta tedesco.

## Palmarès
- Olimpiadi
  - Sydney 2000: argento
- Ironman Florida - 2007